# Genetic Information Research Institute
Genetic Information Research Institute (GIRI) – prywatny instytut badawczy mieszczący się w Mountain View w Kalifornii. Szczególny nacisk kładzie na utrzymanie zdrowia.
Instytut został założony w 1994 jako organizacja non-profit.
Celem GIRI jest zrozumienie procesów biologicznych, które zmieniają skład genetyczny różnych organizmów, co jest podstawą do badań nad potencjalnymi terapiami genowymi i technik inżynierii genetycznej. Instytut realizuje i promuje badania naukowe w domenie publicznej na temat informacji genetycznej; jak również rozpowszechnia bazy danych i oprogramowania komputerowego związanych z tymi badaniami. 
Większość znanych nadrodzin transpozonów DNA odkryto lub współodkryto w GIRI, w tym m.in. Helitron.
Genetic Information Research Institute gościł trzy międzynarodowe konferencje poświęcone genomowemu wpływowi eukariotycznych elementów do transpozycji.